# アンリ・マスペロ
アンリ・マスペロ（Henri Maspero、1883年12月15日 - 1945年3月17日）は、フランスの東洋学者・ホロコースト犠牲者。

## 来歴
1883年、パリに生まれる。父はエジプト学者のガストン・マスペロ。当初エジプト学を志し、父の調査に随行してエジプトに滞在するが、フランスに戻って法学を学ぶ傍ら、エドゥアール・シャヴァンヌに師事して中国語や東アジアの言語を学んだ。1908年からフランス極東学院のハノイ支部に勤務、東南アジア諸民族の言語や風習を研究した。
1918年にシャヴァンヌの後任としてコレージュ・ド・フランスの中国学教授となる。ベトナム史やベトナム語、古代中国史、仏教史などを専門とし、それぞれに大きな業績を残した。1922年に道教に関する論文を発表した。1927年に古代中国の歴史、文学、哲学に関する基礎的文献となった『古代支那』を発表した。1928年に来日、3年間日本に滞在している。1930年代にも中国の宗教、法律、経済に関する研究を数多く発表した。マルセル・グラネの後任としてソルボンヌ大学中国学教授となり、高等研究実習院中国宗教学部長に就任した。1928年フランス文学院よりスタニスラス・ジュリアン賞を受賞。
第二次世界大戦中、フランスがドイツ軍に占領されていた最中の1944年7月、テロ活動容疑で逮捕され、ブーヘンヴァルト強制収容所に送られた。当時のドイツの中国学者で唯一非ナチ党員だった、フリードリヒ＝ヴィルヘルム大学教授エーリヒ・ヘンシュはマスペロの釈放に尽力したがかなわず、収容所が連合軍により解放される直前の1945年3月にマスペロは収容所内で衰弱死した。
現在でも著書『道教』は、幸田露伴の『論仙』と並び称せられる道教研究の古典的名作である。

## 家族・親族
- 父はエジプト学者のガストン・マスペロ
- 息子のフランソワ・マスペロ（英語版）（1932年-2015年）は翻訳家。

## 著作
- Le protectorat général d'Annam sous les Tang, in BEFEO 10, 1910, 539-551
- Contribution à l'étude du système phonétique des langues thai, in BEFEO 11, 1911, 153-169.
- Études sur la phonétique historique de la langue annamite: les initiales, in BEFEO 12, 1912, 1-126.
- Études d'histoire d'Annam, in BEFEO 16, 1916, 1-55 und 18, 1918, 1-36.
- Le dialecte de Tch'ang-ngan sous les T'ang (1920)
- Légendes Mythologiques dans le Chou king, in Journal Asiatique 1924
- La Chine antique, Paris 1927
- Mythologie de la Chine moderne. Mythologie asiatique illustrée, Paris 1928
- Préfixes et dérivation en chinois archaïque (1930)
- Mélanges posthumes sur les religions et l'histoire de la Chine, vol. 1: Les religions chinoises, vol. 2: Le taoïsme, vol. 3: Études historiques, Paris 1950.
- Les institutions de la Chine, Paris 1952.
- Le Taoïsme et les Religions chinoises, Paris 1950
- Les documents chinois de la troisième expédition de Sir Aurel Stein en Asie centrale, London 1953.
- Histoire et institutions de la Chine ancienne des origines au XIIe siècle après J.-C., Paris 1967.
- Le taoïsme et les religions chinoises, Paris 1971

## 日本語訳
- 『道教』 川勝義雄訳、平凡社〈平凡社ライブラリー〉、2000年／〈東洋文庫〉、1978年、ワイド版2006年／東海大学出版会、1966年
- 『道教の養性術』 持田季未子訳、せりか書房、1983年

## 参考
- Maspero, Henri 別名 : 馬,伯樂
- お探しのページは存在しません